# باول نيكسون
باول نيكسون (بالإنجليزية: Paul Nixon)‏ (23 سبتمبر 1963 بسندرلاند في المملكة المتحدة - ) هو لاعب كرة قدم نيوزلندي في مركز الهجوم. شارك مع منتخب نيوزيلندا لكرة القدم. أما مع النوادي، فقد لعب مع نادي بريستول روفيرز ونادي إيسترن سبورتس وMelville United AFC ‏ وجيسبورن سيتي ‏ وWaikato United FC ‏.

## وصلات خارجية
- باول نيكسون على موقع قاعدة بيانات كرة القدم.إي يو (الإنجليزية)